# Bernhard Will
Bernhard Will (* 5. November 1959) ist ein deutscher ehemaliger Fußballspieler, der in den 1980er Jahren bei der TSG Ruhla in der DDR-Liga, der zweithöchsten Spielklasse im DDR-Fußball aktiv war. 

## Sportliche Laufbahn
1981/82 gehörte der 21-jährige Bernhard Will zum Fußball-Aufgebot der Turn- und Sportgemeinschaft Ruhla, mit der er am Saisonende in die DDR-Liga aufstieg. Dort bestritt er in der Spielzeit 1982/83 21 der 22 Ligaspiele, in denen er durchgehend als Verteidiger eingesetzt wurde. Auch für die Saison 1983/84 war Will wieder für die Abwehr vorgesehen. Er wurde jedoch nur in den ersten acht Ligaspielen eingesetzt und konnte am 8. Spieltag auch ein Tor erzielen. Im November 1983 wurde er für 18 Monate zum Wehrdienst in der Nationalen Volksarmee eingezogen. Als er im April 1985 den Wehrdienst beendet hatte, kehrte zur TSG Ruhla zurück, die inzwischen wieder in die Bezirksliga abgestiegen war. Bernhard Will spielte noch bis 1990 für die TSG, der es jedoch nicht mehr gelang, in die DDR-Liga zurückzukehren.